# Agua Ancha
Agua Ancha är en ort i Mexiko.   Den ligger i kommunen Eloxochitlán de Flores Magón och delstaten Oaxaca, i den sydöstra delen av landet, 270 km sydost om huvudstaden Mexico City. Agua Ancha ligger 773 meter över havet och antalet invånare är 162.
Terrängen runt Agua Ancha är bergig norrut, men söderut är den kuperad. Agua Ancha ligger nere i en dal. Runt Agua Ancha är det tätbefolkat, med 369 invånare per kvadratkilometer. Närmaste större samhälle är Huautla de Jiménez, 11,2 km söder om Agua Ancha. I omgivningarna runt Agua Ancha växer i huvudsak städsegrön lövskog.